# Rovensko pod Troskami (nádraží)
Rovensko pod Troskami je železniční stanice v jihovýchodní části města Rovensko pod Troskami v okrese Semily v Libereckém kraji poblíž řeky Veselky. Leží na neelektrizované jednokolejné trati Hradec Králové – Turnov.

## Historie
Stanice byla otevřena 19. října 1903 společností Místní dráha Turnov - Rovensko - Jičín, která sem zprovoznila svou trať z Jičína přes Libuň do Turnova, nádražní budova vznikla dle typizovaného stavebního vzoru. Provoz na trati od začátku zajišťovaly Císařsko-královské státní dráhy (kkStB), po roce 1918 pak správu přebraly Československé státní dráhy.

## Popis
Nacházejí se zde dvě nekrytá jednostranná vnitřní nástupiště, k příchodu na nástupiště slouží přechod přes koleje.